# الجاليات المغاربية في باريس

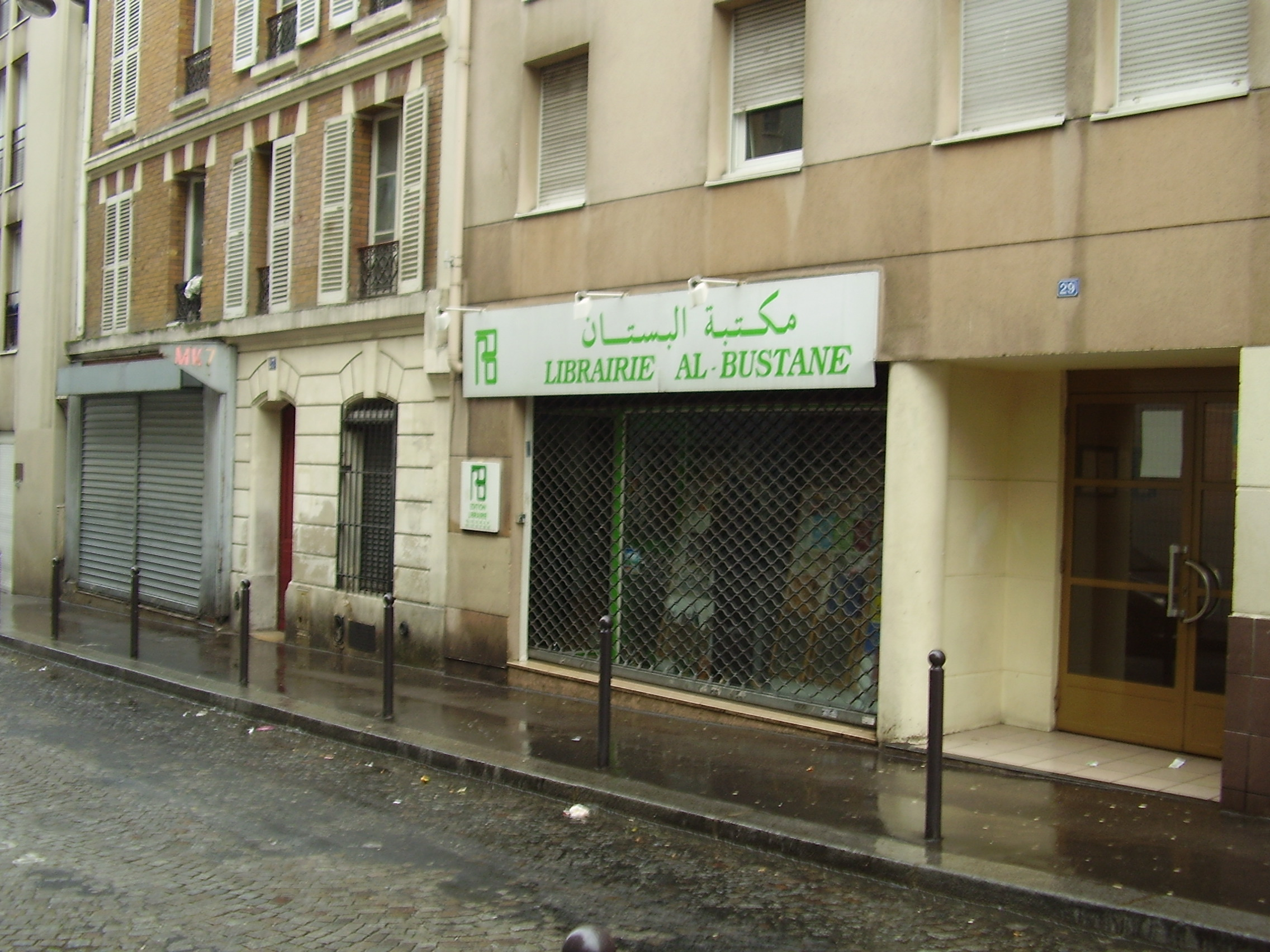
(مكتبة البستان في الدائرة الثامنة عشر ، باريس

تتمتع منطقة العاصمة باريس بكثافة سكانية مغاربة كبيرة، ويرجع ذلك جزئيًا إلى شمال إفريقيا الفرنسية .  اعتبارًا من سنة 2012، فإن غالبية الأشخاص من أصل أفريقي المقيمين في باريس يأتون من المغرب العربي، بما في ذلك الجزائر والمغرب وتونس . كان هناك ثلاثون ألف شخص يحملون الجنسية الجزائرية، واحد عشر ألف شخص يحملون الجنسية المغربية، وخمسة عشر ألف شخص يحملون الجنسية التونسية في مدينة باريس في سنة 2009.  بالإضافة إلى ذلك، هناك الآلاف من اليهود المغاربة الذين هاجروا من الجزائر وتونس والمغرب خلال ستينيات القرن العشرين.

## التجانس
كتبت نعومي ديفيدسون فيكتابها المسلمون فقط: تجسيد الإسلام في فرنسا في القرن العشرين، أنه«اعتبارًا من منتصف القرن العشرين، لم يكن المجتمع الجزائري والمغاربة والتونسيين متجانسًا بالتأكيد، كما اعترفت الشرطة في مناقشتها مع السكان من شمال إفريقيا في منطقة باريس".»

## تاريخ
وفقًا لسجلات الشرطة الفرنسية، كان هناك سكان جزائريون ومغاربة  يقيمون في الدائرة الثامنة عشرة والدائرة التاسعة عشرة والدائرة العشرون في باريس منذ ما يقرب من قرن من الزمان. استقر العديد من المغاربة في المدينة في عشرينيات القرن العشرين، ليشكلوا أكبر مجموعة مهاجرة إلى المدينة خلال تلك الفترة.  كتب مؤلف كتاب كليفورد روزنبرج "ضبط باريس: أصول مراقبة الهجرة الحديثة بين الحربين العالميتين" ، أنه في فترة ما بعد الحرب العالمية الأولى ربما لم يتبن المسلمون من الجزائر والمغرب وتونس هوية مغاربية إلا بعد وصولهم إلى عاصمة فرنسا باريس، وكانت هذه الهوية "جزئية ومتنازع عليها بشدة في أفضل الأحوال"، مستشهدًا بالصراع بين الجزائريين والمغاربة في المدينة.
في سنة 1945 أحصت السلطات الفرنسية ستون ألف مغربي. ومن بينهم خمسون ألفًا من أمازيغ القبايل ، وخمس آلاف إلى ستة آلاف من أمازيغ شلوح ، والعرب الجزائريين والمغاربة، وعدد قليل من السكان التونسيين. وقد انخفضت أعداد الطلاب في الفترة ما بين الحربين العالميتين، ولم يكن هناك سوى عدد قليل من المغاربة من المثقفين والأطباء والمحامين. صرح هوسي أن المغاربة استوطنوا في البداية نفس المجتمعات التاريخية التي استوطنوها من قبل.  في ظل الحكم الاستعماري الفرنسي، كانت الجزائر "قسمًا" فرنسيًا، وهذا يعني أن الرعايا الجزائريين حصلوا على حقوق كبيرة في الهجرة إلى البر الرئيسي الفرنسي. بعد سنة 1947 وحتى استقلال الجزائر سنة 1962، أصبح جميع الجزائريين مواطنين فرنسيين يتمتعون بكامل حقوق الهجرة، على غرار وضع البورتوريكيين في الولايات المتحدة.
طبق قائد شرطة باريس موريس بابون سياسة قمعية ضد الجزائريين في باريس خلال السنوات 1958 إلى 1962. بلغت أعمال العنف ضد الجزائريين ذروتها في شهري سبتمبر وأكتوبر 1961.  لقد أثرت مذبحة باريس سنة 1961 على المجتمع الجزائري.  بعد الحرب الجزائرية ، انتقل ما يقرب من تسعون ألفًا من الحركيين ، وهم مسلمون جزائريون قاتلوا مع الفرنسيين، إلى فرنسا، بما في ذلك باريس. في سنة 2005، شكل الشباب المغاربيون أغلبية المشاركين في اضطرابات فرنسا 2005 .  أفاد الباحث نبيل الشايبي أن أعمال الشغب كانت في المقام الأول من تدبير الأقليات من أصول شمال وغرب أفريقيا، ومعظمهم في سن المراهقة.  كان أغلب مثيري الشغب من المهاجرين الفرنسيين من الجيل الثاني، ولم يكن سوى حوالي سبعة في المائة من المعتقلين من الأجانب. 

## الديموغرافيا
كتب ديفيدسون أن معرض حي كوت دور في باريس سنة 1948 "يبدو أنه كان يضم" 5.720 مغربيًا، وأن تقديرات عدد المغاربيين في سنة 1952 كانت من 5500 إلي 6400. وقد كان من المتصور أنها أصبحت مغاربية في فترة ما بعد الحرب العالمية الثانية.

## اللغة
صرح تيم بولي من جامعة لندن الحضرية أن خطاب الشباب المغاربيين العرقيين في باريس وغرونوبل ومارسيليا "يتوافق بشكل عام مع النمط الاجتماعي اللغوي الكلاسيكي لأقرانهم الفرنسيين الحضريين، حيث يحتفظ الأولاد بسمات إقليمية واضحة، عمومًا كمتغيرات أقلوية، إلى حد أكبر من الفتيات". 

## قائمة المراجع
1. ↑  Neil MacMaster, Colonial Migrants and Racism. Algerians in France, 1900–62 (Basingstoke, 1997)
2. ↑  Sealy, Amanda. "African flavor at the heart of Paris" (Archive). سي إن إن. November 8, 2012. Retrieved on May 26, 2015.
3. ↑  Hussey, Andrew. Paris: The Secret History. Bloomsbury Publishing USA, July 22, 2010. (ردمك 1608192377), 9781608192373. p. PT253 (page unstated). نسخة محفوظة 2023-05-30 على موقع واي باك مشين.
4. ↑  Hussey, Andrew. Paris: The Secret History. Bloomsbury Publishing USA, July 22, 2010. (ردمك 1608192377), 9781608192373. p. 395. "At first the North Africans settled in parts of central Paris already known to the pre-war generation of North Africans who had come here in the 1920s and 1930s — Place Maubert, rue des Anglais, Les Halles, or the suburbs of Clichy and Gennevilliers (where there was a well-established community of Moroccans)." – See search page, Search page #2 نسخة محفوظة 2023-05-30 على موقع واي باك مشين.
5. ↑  House, p. 137. نسخة محفوظة 2023-05-30 على موقع واي باك مشين.
6. ↑  Morrow, Amanda. "1961 – Algerians massacred on Paris streets." راديو فرنسا الدولي. Thursday 2 December 2010. Retrieved on 3 March 2014. نسخة محفوظة 2024-07-13 على موقع واي باك مشين.
7. ↑  "Ethnicity, Islam, and les banlieues: Confusing the Issues". riotsfrance.ssrc.org (بالإنجليزية). Archived from the original on 2013-09-02. Retrieved 2018-02-08.
8. 1 2  Echchaibi, Nabil. 2007. Republican betrayal. Beur FM and the suburban riots in France. Journal of Intercultural Studies. 28(3): 301–316. نسخة محفوظة 2023-05-30 على موقع واي باك مشين.
9. ↑  Pooley, p. 63. نسخة محفوظة 2023-05-30 على موقع واي باك مشين.